# Молочай кипарисовый
Молоча́й кипари́совый (лат. Euphórbia cyparíssias) — многолетнее травянистое растение; вид рода Молочай (Euphorbia) семейства Молочайные (Euphorbiaceae).

## Ботаническое описание
Растение 15—30 см высотой, голое или реже слегка опушённое, серовато-зелёное.
Корень цилиндрический, ползучий, разветвлённый.
Стебли большей частью многочисленные, прямостоячие, 15—24 см высотой, у основания 2—3 мм толщиной, от основания сильно ветвистые, наверху с 1—12 пазушными цветоносами 1—2,5 см длиной, иногда отсутствующими, а ниже обыкновенно с нецветущими ветвями, густо облиственные.
Низовые листья чешуевидные, стеблевые — почти сидячие, узколинейные, 1,4—2,6 см длиной, по всей длине большей частью одной ширины в 1—2 мм, туповатые, по краю подогнутые, плёнчатые, тусклые, с одной жилкой, нередко слегка искривлённые, на нецветущих ветвях многочисленные, 1,4—1,8 см длиной, 0,1—0,5 мм шириной.
Верхушечные цветоносы в числе 10—18 (редко их меньше, 10), 0,5—2(3) см длиной, как и пазушные — на конце одни-два раза двураздельные или реже простые. Листочки обёртки из иногда слабо ушковидного основания линейно-ланцетовидные, 9—17 мм длиной, 1—2 мм шириной, по краю подогнутые; листочки обёрточек яйцевидно-ромбические или округло-сердцевидные (нижние 3—5 мм длиной и 4—7,5 мм шириной), тупые или остроконечные, сравнительно светлые, желтоватые или нередко более-менее пурпуровые; бокальчик колокольчатый, 1,5—2 мм длиной и в диаметре, с небольшими округлыми, ресничными лопастями. Нектарники двурогие, с короткими туповатыми рожками, в длину примерно с ½ ширины нектарника. Столбики до 1 мм длиной, в нижней части взаимно сросшиеся, коротко-двунадрезанные. Цветёт в мае—июне, изредка осенью.
Плод — усечённо-яйцевидный трёхорешник, около 3 мм длиной, трёхбороздчатый, сплошь характерно мелко-бугорчатый.
Вид описан из окрестностей города Мейсена в Саксонии, из Чехии и Швейцарии.
|                                         |  |  |
| Слева направо: стебли, соцветие, циатии |  |  |

## Распространение
Европа: Австрия, Бельгия, Чехословакия, Германия, Венгрия, Нидерланды, Польша, Швейцария, Албания, Болгария, Югославия, Греция, Италия, Румыния, Франция, Испания; территория бывшего СССР: Белоруссия (юг), Европейская часть России, Украина, Кавказ: окрестности Краснодара; Азия: Турция; распространился повсюду, как заносное растение. Появился в Средней Европе ещё в доисторическое время благодаря человеку, известен с бронзового века.
Растёт в сосновых лесах, на склонах, холмах, залежах, полях, сорных местах и песчаных почвах, в основном в нарушенных биотопах.

## Химический состав
Растение в фазе цветения содержит 190 мг% аскорбиновой кислоты.
Млечный сок содержит 15,7 % смол, 2,73 % каучука, галловую кислоту, жёлтое красящее вещество.

## Значение и применение
Растение ядовито. Скотом не поедается. Едкий млечный сок действует раздражающе на желудочно-кишечный канал, вызывает боли, колики, понос, упадок сердечной деятельности, расстройство центральной нервной системы. Отравляются крупный рогатый скот, овцы, козы.
В Закавказье цветки использовали для окраски тканей в жёлтый цвет.
В народной медицине растение с большой осторожностью употреблялось как слабительное.

## Классификация

### Таксономия
Euphorbia cyparissias L., 1753, Sp. Pl. : 461
Вид Молочай кипарисовый относится к роду Молочай (Euphorbia) относится к семейству Молочайные (Euphorbiaceae) порядка Мальпигиецветные (Malpighiales). Таксономическая схема в соответствии с Системой APG IV по состоянию на декабрь 2023 года:
|  |                                      |  |                                   |                                   |                      |  | ещё 35 семейств | ещё 35 семейств |                         |  |  |  | еще 2 156 подтвержденных видов и 121 вид, ожидающий подтверждения |
|  |                                      |  |                                   |                                   |                      |  | ещё 35 семейств | ещё 35 семейств |                         |  |  |  | еще 2 156 подтвержденных видов и 121 вид, ожидающий подтверждения |
|  |                                      |  |                                   | порядок Мальпигиецветные          |                      |  |                 |                 | род Молочай             |  |  |  |                                                                   |
|  |                                      |  |                                   | порядок Мальпигиецветные          |                      |  |                 |                 | род Молочай             |  |  |  |                                                                   |
|  | отдел Цветковые, или Покрытосеменные |  |                                   |                                   | семейство Молочайные |  |                 |                 | вид Молочай кипарисовый |  |  |  |                                                                   |
|  | отдел Цветковые, или Покрытосеменные |  |                                   |                                   | семейство Молочайные |  |                 |                 |                         |  |  |  |                                                                   |
|  |                                      |  | ещё 63 порядка цветковых растений | ещё 63 порядка цветковых растений |                      |  |                 | еще 226 родов   | еще 226 родов           |  |  |  |                                                                   |
|  |                                      |  |                                   | ещё 63 порядка цветковых растений |                      |  |                 |                 | еще 226 родов           |  |  |  |                                                                   |

### Синонимы
- Esula cupressina Gray
- Esula cyparissias Haw.
- Esula minor Garsault
- Euphorbia cyparissias var. degeneri Gaudin
- Euphorbia cyparissias var. esuloides DC.
- Euphorbia cyparissias var. major Boiss.
- Euphorbia degenerata D.Dietr.
- Euphorbia esuloides Ten.
- Euphorbia punctata Krock.
- Euphorbia tyraica Klokov & Artemcz.
- Galarhoeus cyparissias Small ex Rydb.
- Keraselma cyparissias Raf.
- Tithymalus acicularis Dulac
- Tithymalus angustifolius Gilib.
- Tithymalus cinerea Raf.
- Tithymalus cyparissias (L.) Hill